# Aethalura tigris
Aethalura tigris är en fjärilsart som beskrevs av Walchs 1779. Aethalura tigris ingår i släktet Aethalura och familjen mätare. Inga underarter finns listade i Catalogue of Life.